# Phragmipedium chapadense
Phragmipedium chapadense é uma espécie de orquídea terrestre, família Orchidaceae, que habita o estado de Goiás, no Brasil.